# Kam Tin

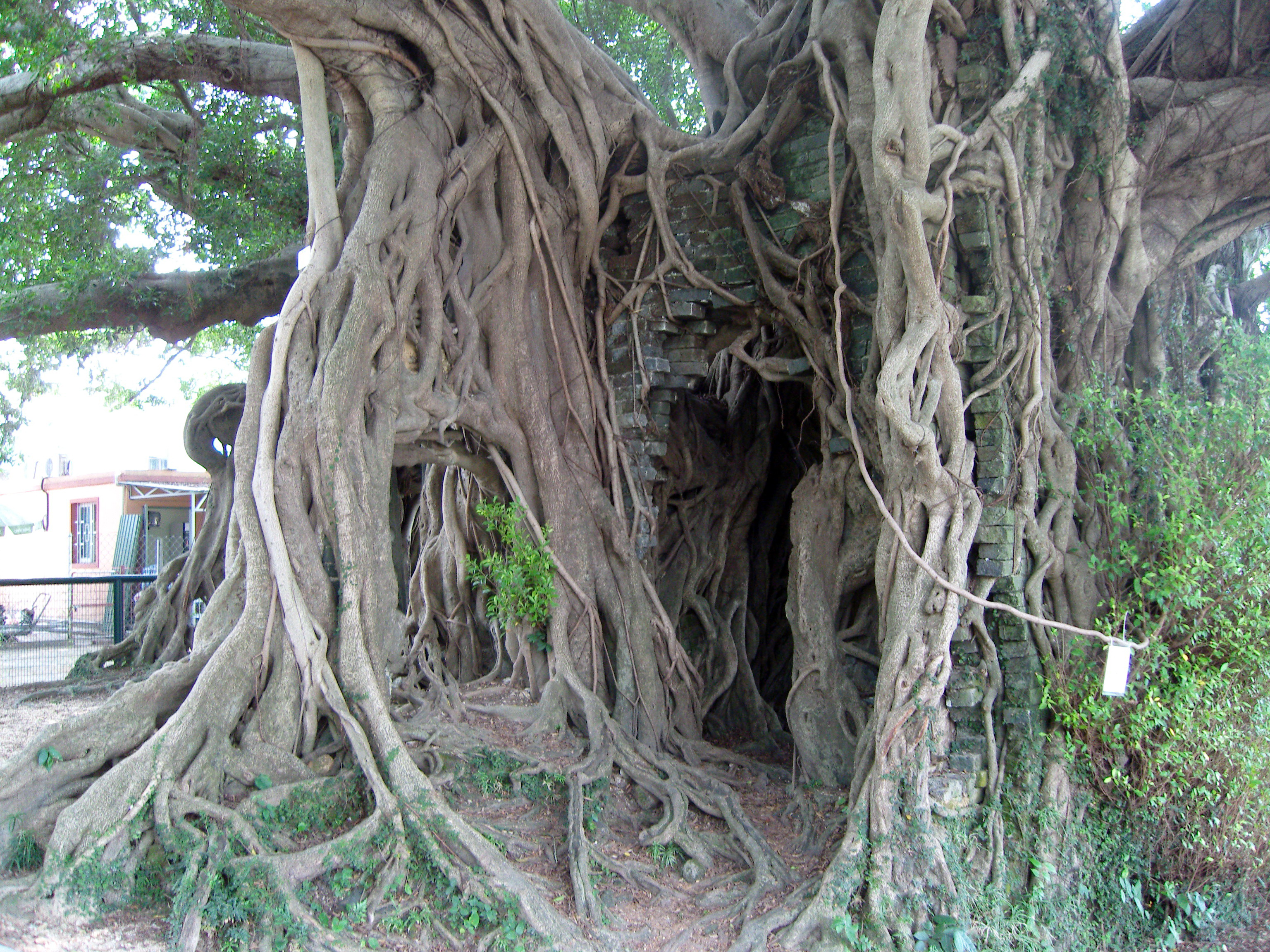
Das Kam Tin Tree House

Kam Tin (chinesisch 錦田 / 锦田, Pinyin Jǐntián, Jyutping Gam2tin4), amtlich Kam Tin Heung (錦田鄉 / 锦田乡,  Jǐntiánxiāng, Jyutping Gam2tin4hoeng1) ist ein Gebiet zwischen dem Sha Tin District und dem Tsuen Wan District in den New Territories in Kowloon, Sonderverwaltungszone Hongkong. Kam Tin gehört zum Distrikt Yuen Long.
Kam Tin hieß ursprünglich Sham Tin (岑田,  Céntián, Jyutping Sam4tin4). Der Name wurde bereits in der Zeit des 13. Ming-Kaisers Wanli (1563–1620) geändert.
Zu den Sehenswürdigkeiten gehört ein von einem Baum überwuchertes ehemaliges Haus, das Kam Tin Tree House.